# Thamnochortus schlechteri
Thamnochortus schlechteri är en gräsväxtart som beskrevs av Neville Stuart Pillans. Thamnochortus schlechteri ingår i släktet Thamnochortus och familjen Restionaceae. Inga underarter finns listade i Catalogue of Life.